# 三井農林
三井農林株式会社（みつい のうりん）は、東京都港区に本社を置く紅茶・茶を中心とした飲料・食品メーカーである。

## 概要
国内紅茶メーカーとしては最も歴史が古く、家庭用紅茶および茶系飲料原料供給元として業界最大手に位置する。家庭用ブランドに「日東紅茶」「三井銘茶」、業務用ブランドに「ホワイトノーブル」などがある。また緑茶のポリフェノール（カテキン）に早くから注目し、機能性の科学的解明なども行っている。三井グループの企業であり、現在は三井物産の連結子会社となっている。

## 主な事業
- 家庭用事業

「日東紅茶」「三井銘茶」等の家庭用紅茶・緑茶等の製造販売。
- 業務用・自販機事業

ホテル・レストランチェーン、カップベンダー（自動販売機）等への製品供給 「WHITE NOBLE TEA」
- 飲料原料事業

飲料メーカー等への各種茶系飲料の原料供給。
- 機能性素材事業

茶抽出物／茶カテキンの研究・開発および原料供給・製品販売。
- 微生物分析事業

遺伝子解析技術を利用した微生物分析サービス「MMID」。
- その他

山林の経営等。

## 主な事業所

### 支店・営業所
- 札幌営業所[3]
- 仙台支店[3]
- 名古屋支店[3]
- 大阪支店[3]
- 広島支店[3]
- 福岡支店[3]

### 工場
- 藤枝工場（静岡県藤枝市）[3]
  - 一号棟（旧宮原工場）
  - 二号棟（新工場）
- 須玉工場（山梨県北杜市）[3]
- 広島工場（広島県東広島市）[3]

### 研究所
- 食品総合研究所（静岡県藤枝市）[3]

## 沿革[4]
- 1909年（明治42年） ‐「有価証券及び不動産の取得利用及び農林事業製茶業」を事業目的とする持株会社「三井合名会社」を設立。
- 1927年（昭和2年）- 日本初の国産包装ブランド紅茶「三井紅茶」（後の「日東紅茶」）を発売。
- 1936年（昭和11年）- 「三井合名会社」の農林課を発展的に分離独立させ、「日東拓殖農林株式会社」を設立。
- 1942年（昭和17年）- 商号を「三井農林株式会社」に変更。
- 1949年（昭和24年）- 企業再建整備法に基づき、「日東農林株式会社」を設立。
- 1950年（昭和25年）- 小田急ロマンスカー車内で喫茶室「走る喫茶室」の営業を開始。
- 1951年（昭和26年）- 東京・本所で木材市売事業「日東市売」を開始。静岡県藤枝市に紅茶仕上げ包装工場を開設。
- 1952年（昭和27年）- 商号を「三井農林株式会社」に復す。
- 1960年（昭和35年）-「日東茶業株式会社」を吸収合併し、茶園・紅茶工場を直営。
- 1961年（昭和36年）- 建材品の販売事業に本格着手。「日東ティーバッグ」を発売。
- 1969年（昭和44年）- 宅地造成・分譲、一戸建住宅・マンション分譲等の住宅事業に進出。
- 1974年（昭和49年）- 日東食品株式会社設立。
- 1975年（昭和50年）‐ 外材（米材・南洋材）の輸入販売業務本格化。
- 1977年（昭和52年）- 鹿児島県吉田町で「三井ニュータウン宮之浦」開発開始。
- 1982年（昭和57年）- 世界商品品質審査機関「モンド・セレクション」において、「日東紅茶フレバリーティー」が紅茶では世界初の金賞を受賞。高級注文住宅「1200シリーズ」の受注を首都圏において開始。
- 1983年（昭和58年）- 静岡県藤枝市に食品総合研究所を開設、バイオテクノロジーの分野へ参入。日泰寺（名古屋市）で霊堂事業開始。
- 1984年（昭和59年）- 木材市場会社「株式会社三井木材建材センター」を吸収合併。
- 1987年（昭和62年）- インドネシア・スラウェシ島に直営茶園を開園。山梨県須玉に清涼飲料の最新鋭自動化工場を設立。ティーの専門メーカーから総合飲料メーカーをめざし、BI（ブランド・アイデンティティ）システムを発表。愛知県春日井市の高蔵寺地区で宅地分譲開始。
- 1988年（昭和63年）- ティーベースの新タイプスポーツドリンク「ティー・アスリート」を全国で発売。三井カイハツ畳200万枚販売達成。
- 1993年（平成5年）-「福岡ガーデンライフ和白丘」分譲開始。 クレヨンしんちゃんのクリーミーココア発売。小田急ロマンスカーの「走る喫茶室」から撤退する。
- 1996年（平成8年） - 静岡県藤枝市に宮原工場・新食品総合研究所を開設。
- 1999年（平成11年）- 本社を東京都中央区から東京都新宿区に移転。増資、資本金10,091,785,500円。
- 2000年（平成12年）- 住宅部門を「三井木材工業株式会社」へ営業譲渡。
- 2003年（平成15年）- 日東食品と合併。資本金を7,374,750,000円とする。商号を「三井農林株式会社」に変更。
- 2004年（平成16年）- 東京フードテクノ株式会社より「ポリフェノン」（茶カテキン製品に対する登録商標[5]）事業を吸収分割により継承。資本金7,424,750,000円。
- 2005年（平成17年）- 本社を東京都新宿区から東京都港区に移転。緑茶抽出物「ポリフェノンE」を米国FDAに申請。
- 2006年（平成18年）-「日東紅茶クラシック」を発売。広島県東広島市に広島工場を開設。保険事業をホウライ株式会社へ譲渡。住空間サービス事業を山中産業株式会社へ会社分割。米国FDAが「ポリフェノンE」を主成分とする皮膚疾患軟膏を認可。
- 2007年（平成19年）‐「急須のいらない緑茶です」が宇宙日本食として宇宙航空研究開発機構（JAXA）に認定。国際宇宙ステーションで働く宇宙飛行士のもとへ届けられる。
- 2008年（平成20年）-『相棒』×日東紅茶 コラボレーション商品販売。
- 2010年（平成22年）- 宮原工場隣接地に新工場「藤枝工場二号棟」を開設。旧藤枝工場のラインを継承。
- 2017年（平成29年）- 紅茶の新ブランド「オーリエンス」（ORIENS）発売。日東紅茶より苦みを抑え、果物系など香料をブレンド[6][7]。

## 主な商品
ティーバッグタイプ
- 日東紅茶 デイリークラブ シリーズ
- 日東紅茶 DAY&DAY
- 日東紅茶 オーガニック シリーズ
- 日東紅茶 しょうが紅茶
- 日東紅茶 水出し紅茶

リーフティータイプ
- 日東紅茶 オリジナルブレンド

インスタントタイプ
- 日東紅茶 スティックタイプ
- 日東紅茶 徳用タイプ

ハーブティータイプ
- 日東紅茶 アロマハウス

緑茶
- 三井銘茶 急須のいらない緑茶です
- 三井銘茶 カフェインレス緑茶-煎茶-
- 三井銘茶 有機のお茶 シリーズ
- 三井銘茶 今日の煎茶
- 三井銘茶 いつでもカテキン

WHITE NOBLE TEA（業務用ブランド）